# Flexiseps ardouini
Flexiseps ardouini — вид сцинкоподібних ящірок родини сцинкових (Scincidae). Ендемік Мадагаскару.

## Поширення і екологія
Flexiseps ardouini мешкають на півночі острова Мадагаскар, зокрема в національному парку Монтань-д'Амбр. Вони живуть в сухих тропічних лісах.

## Збереження
МСОП класифікує цей вид як вразливий. Flexiseps ardouini загрожує знищення природного середовища.